# Oggy og kakerlakkerne
Oggy og kakerlakkerne (Oggy et les Cafards på fransk) er en tegnefilmserie fra 1998 om katten Oggy, som konstant er efterfulgt af tre kakerlakker. De tre kakerlakker vil altid gøre Oggy og hans ven Jack ondt, og de følger Oggy overalt, hvor han går.
| Fjernsyn | Spire Denne artikel om et tv-program er en spire som bør udbygges. Du er velkommen til at hjælpe Wikipedia ved at udvide den. |